# Sari (miasto w Iranie)
Sari (pers. ‏ساری‎) – miasto w północnej części Iranu, ośrodek administracyjny w prowincji (ostanu) Mazandaran. Położone na północ od gór Elburs w pobliżu Morza Kaspijskiego.
- Powierzchnia miasta: 5,089 km²
- Liczba mieszkańców: 211 tys. (2003)

## Linki zewnętrzne

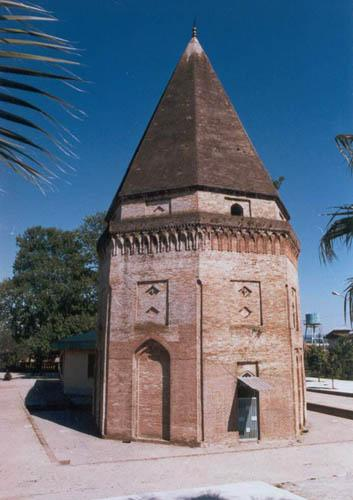
Grób Abbasa I Wielkiego